# 甘肃省武威第一中学
甘肃省武威第一中学简称武威一中，前身为1875年创办的雍凉书院，1906年书院改办为凉州府中学堂正式建校。建校以来因为政治变迁数次易名，现校名在1958年确定。

## 校園環境
武威一中占地面积113.58亩。

## 历史沿革
- 甘肃省武威第一中学前身为1875年创办的雍凉书院，1906年改办为凉州府中学堂正式建校。先后曾名甘肃省立第四中学、甘肃省立武威中学。1949年私立青云中学并入甘肃省立武威中学。1958年改用现名甘肃省武威第一中学。
- 上世纪八十年代，武威一中被确定为省属重点中学、全省首批办好的24所重点中学之一。
- 2000年被评为甘肃省首批示范性普通高中，2017年被省教育厅确定为普通高中特色实验学校，2020年被省委省政府评为“省级文明校园”。

## 著名校友
秦大河：徒步横穿南极洲的第一位中国人